# سموكي روبنسون
سموكي روبنسون هو مغني وكاتب أغاني أمريكي ولد في 19 فبراير 1940.